# Гущанки
Гуща́нки — село в Україні, у Скориківській сільській громаді Тернопільського району Тернопільської області. 
До 2015 підпорядковувалося Терпилівській сільській раді. Від вересня 2015 року ввійшло у склад Скориківської сільської громади. Розташоване на сході району.
Населення — 143 особи (2001).

## Історія
Гущанки (пол. Huszczanki) - село, належало до повіту збаразького, лежало в прикордонній митній окрузі за 2 австрійські милі від Збаража. У 1882 р. панський двір мав 277, а селянський 817 моргів австрійських. Римо-католиків було 27, належних до парафії в Збаражі, греко-католиків 483, церква була в селі і належала до деканату збаразької дієцезії львівської, вона обіймала філії: с. Добромірка з 839, Лозівка з 395 і Ободівка з 254 (разом 1971) греко-католицькими парафіянами. Суд повітовий та пошта була в Новому Селі, за 9,1 км. Каса позичкова загальна для гміни Гущанки, Лозівка й Ободівка становила капітал 768 злотих. Володарем панського маєтку був Тадеуш Туркул.
Пізніше у селі діяли товариства «Просвіта», «Луг», «Сокіл», «Союз Українок», «Січ», «Сільський господар», «Відродження» та інші.
В селі двічі була проведена пацифікація: уперше поліцією, вдруге військом.
12 червня 2020 року, відповідно до розпорядження Кабінету Міністрів України  № 724-р «Про визначення адміністративних центрів та затвердження територій територіальних громад Тернопільської області», село увійшло до складу Скориківської селищної громади.
19 липня 2020 року в результаті адміністративно-територіальної реформи та ліквідації Підволочиського району, село увійшло до складу новоствореного Тернопільського району.

## Пам'ятки
У селі є церква святого архістратига Михаїла (1810).
Встановлено пам'ятний знак на честь скасування панщини.

## Соціальна сфера
Діє бібліотека.
Дитячий садок)

## Відомі люди
У селі народилися громадський діяч, педагог К. Мазуренко, політичний діяч І. Чорний.

## Галерея

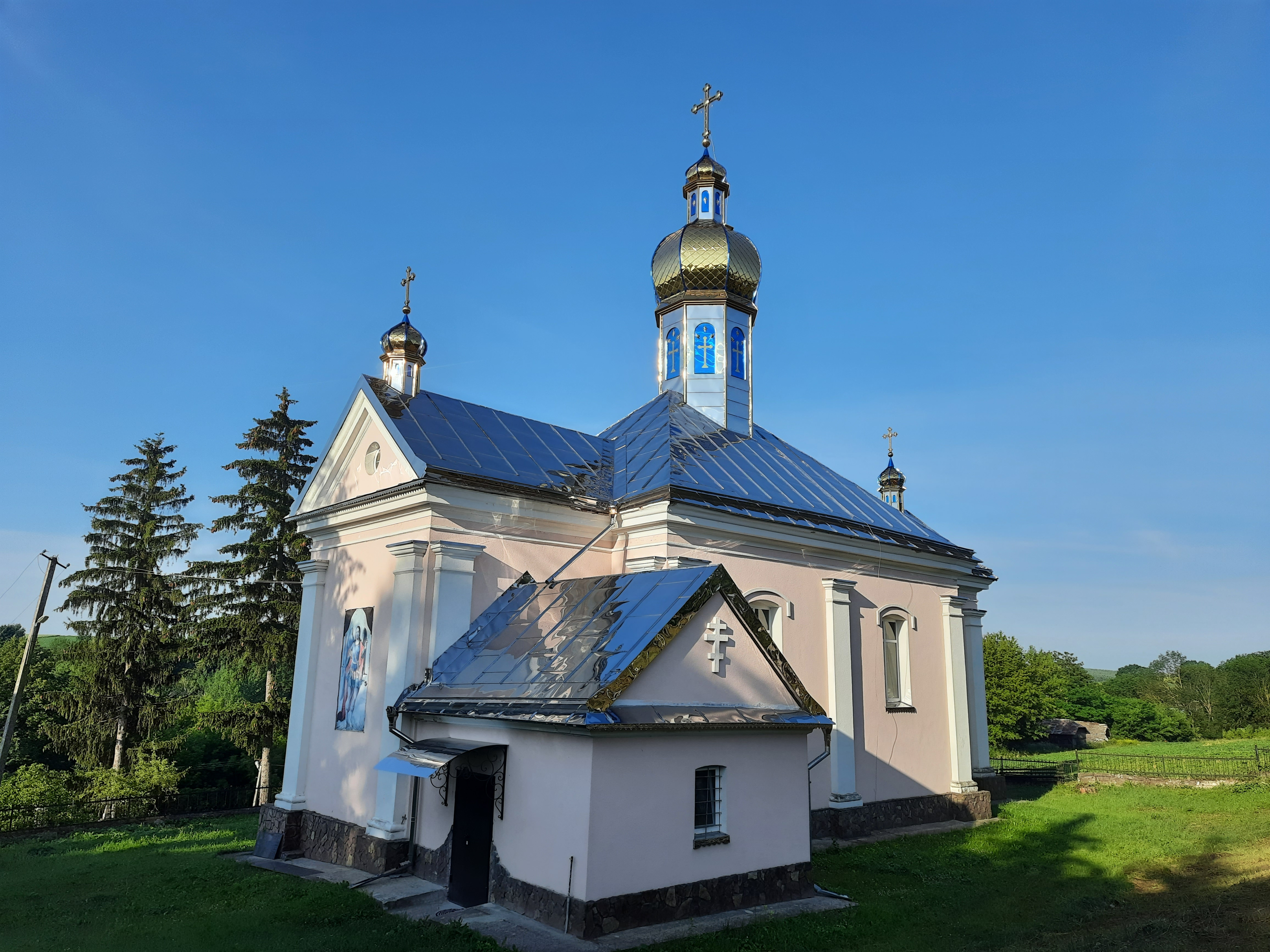
Церква Святого Архістратига Михаїла
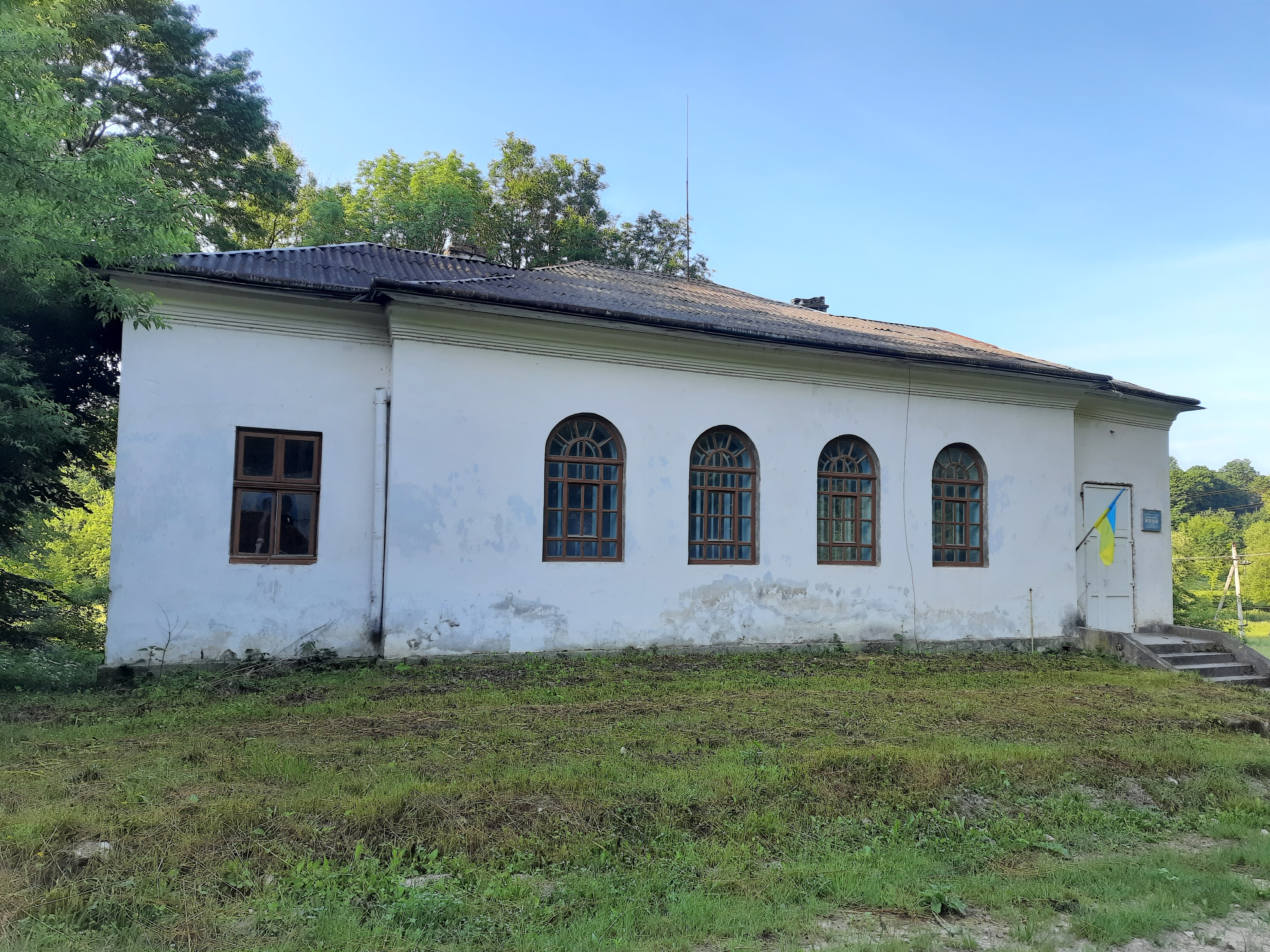
Клуб
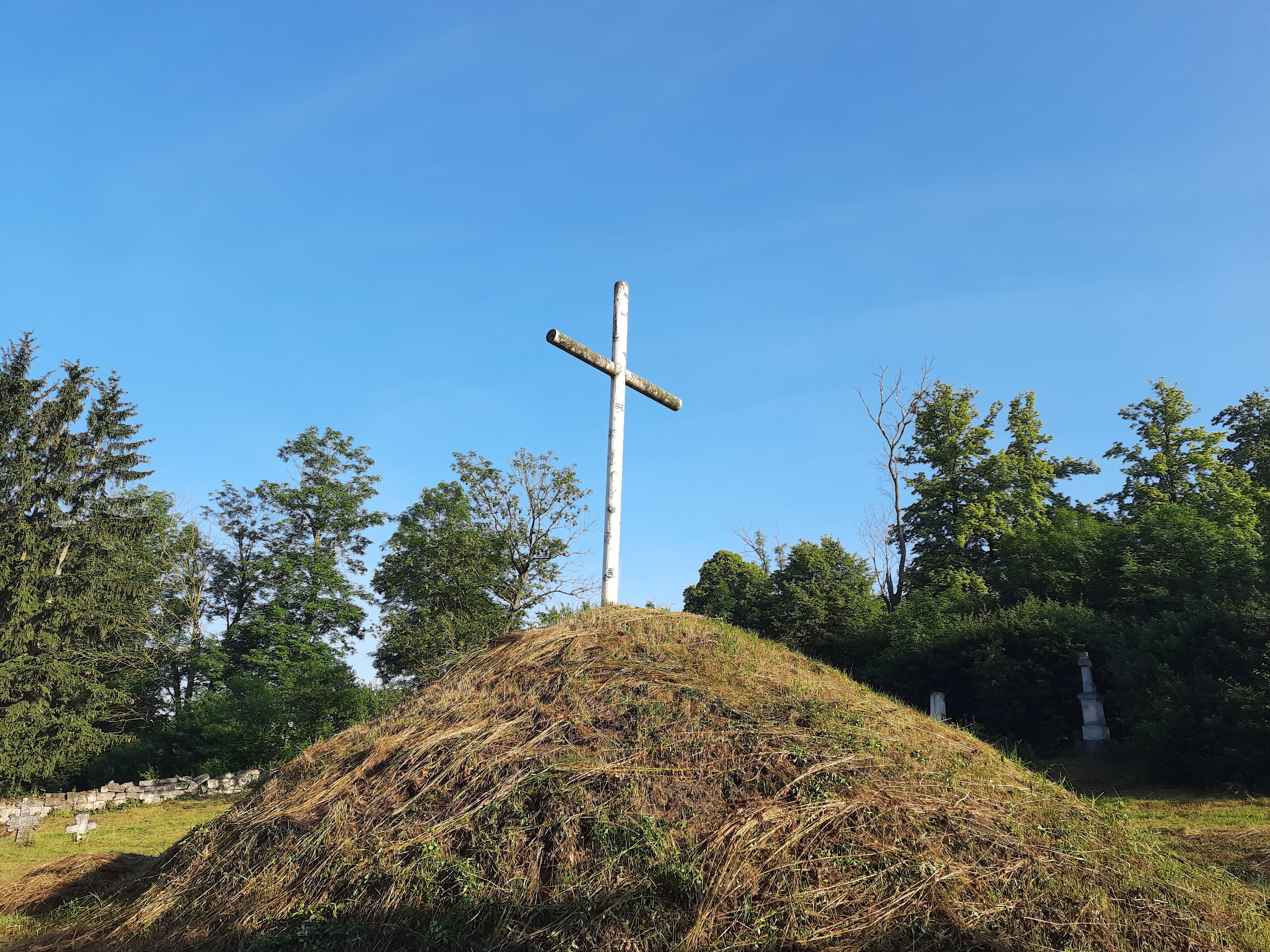
Символічна могила Борцям за волю України
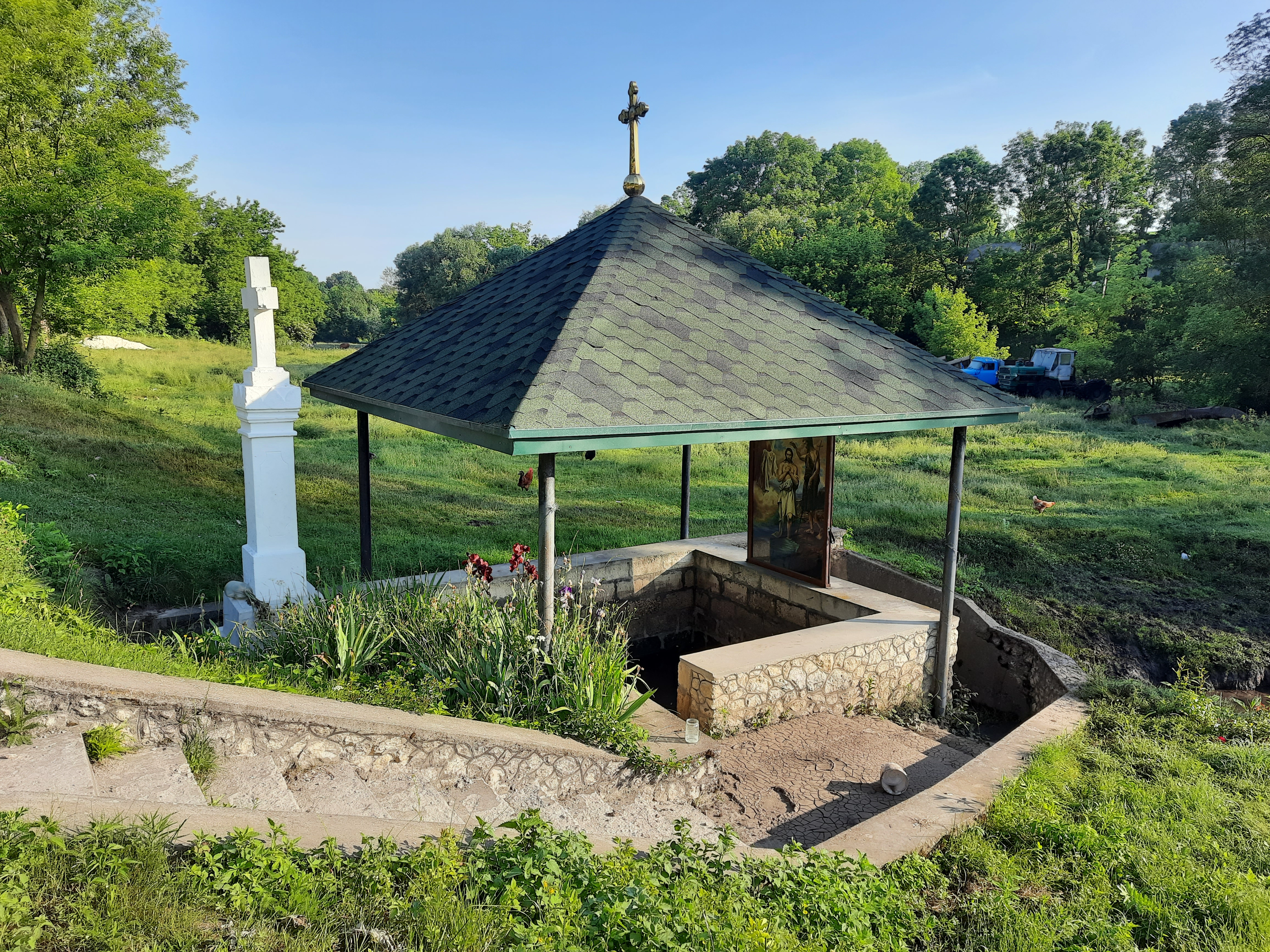
Цілюще джерело
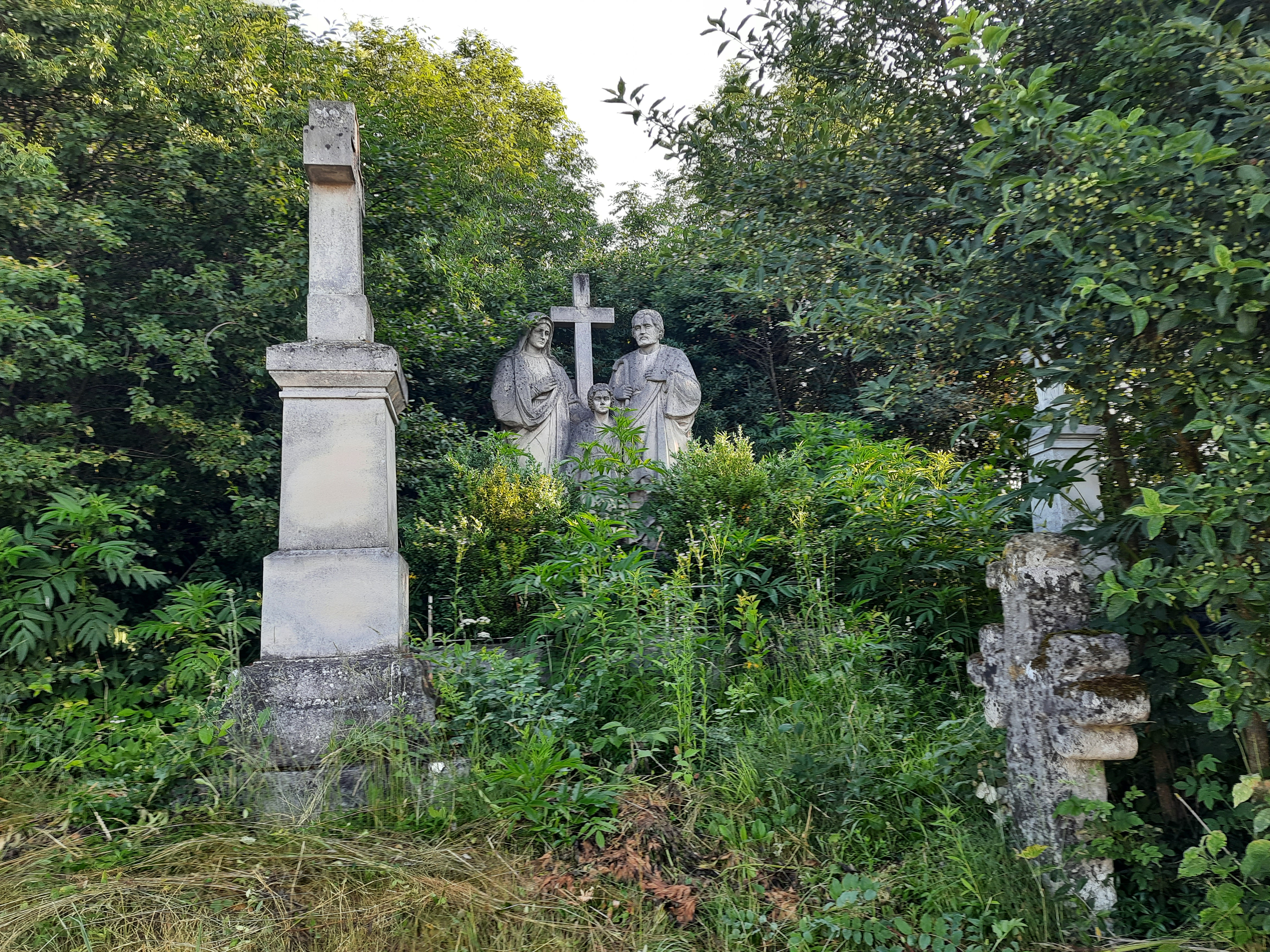
Старий цвинтар.